# Chapman Grant
Pour les articles homonymes, voir Grant.
Chapman Grant est un herpétologiste américain né en 1887 à North Salem dans l'État de New York et mort en 1983 à Escondido en Californie. Il est le petit-fils du Président des Etats-Unis, Ulysses S. Grant.

## Taxons nommés en son honneur
- Typhlops granti Ruthven & Gaige, 1935

## Espèces décrites
- Anolis cooki Grant, 1931
- Anolis roosevelti Grant, 1931
- Aristelliger cochranae Grant, 1931
- Celestus barbouri Grant, 1940
- Celestus curtissi Grant, 1951
- Celestus duquesneyi Grant, 1940
- Cubophis ruttyi Grant, 1941
- Eleutherodactylus cochranae Grant, 1932
- Eleutherodactylus cooki Grant, 1932
- Eleutherodactylus karlschmidti Grant, 1931
- Gymnophthalmus underwoodi Grant, 1958
- Sphaerodactylus beattyi Grant, 1937
- Sphaerodactylus gaigeae Grant, 1932
- Sphaerodactylus klauberi Grant, 1931
- Sphaerodactylus nicholsi Grant, 1931
- Sphaerodactylus oliveri Grant, 1944
- Sphaerodactylus parkeri Grant, 1939
- Sphaerodactylus roosevelti Grant, 1931
- Sphaerodactylus ruibali Grant, 1959
- Sphaerodactylus storeyae Grant, 1944
- Sphaerodactylus townsendi Grant, 1931

Grant est l’abréviation habituelle de Chapman Grant en zoologie.

Consulter la liste des abréviations d'auteur en zoologie ou la liste des taxons zoologiques assignés à cet auteur par ZooBank
- Notices d'autorité :   - VIAF
  - ISNI
  - LCCN
  - Pays-Bas
  - Israël
  - NUKAT
  - Tchéquie
  - WorldCat